# Piazza Trieste e Trento

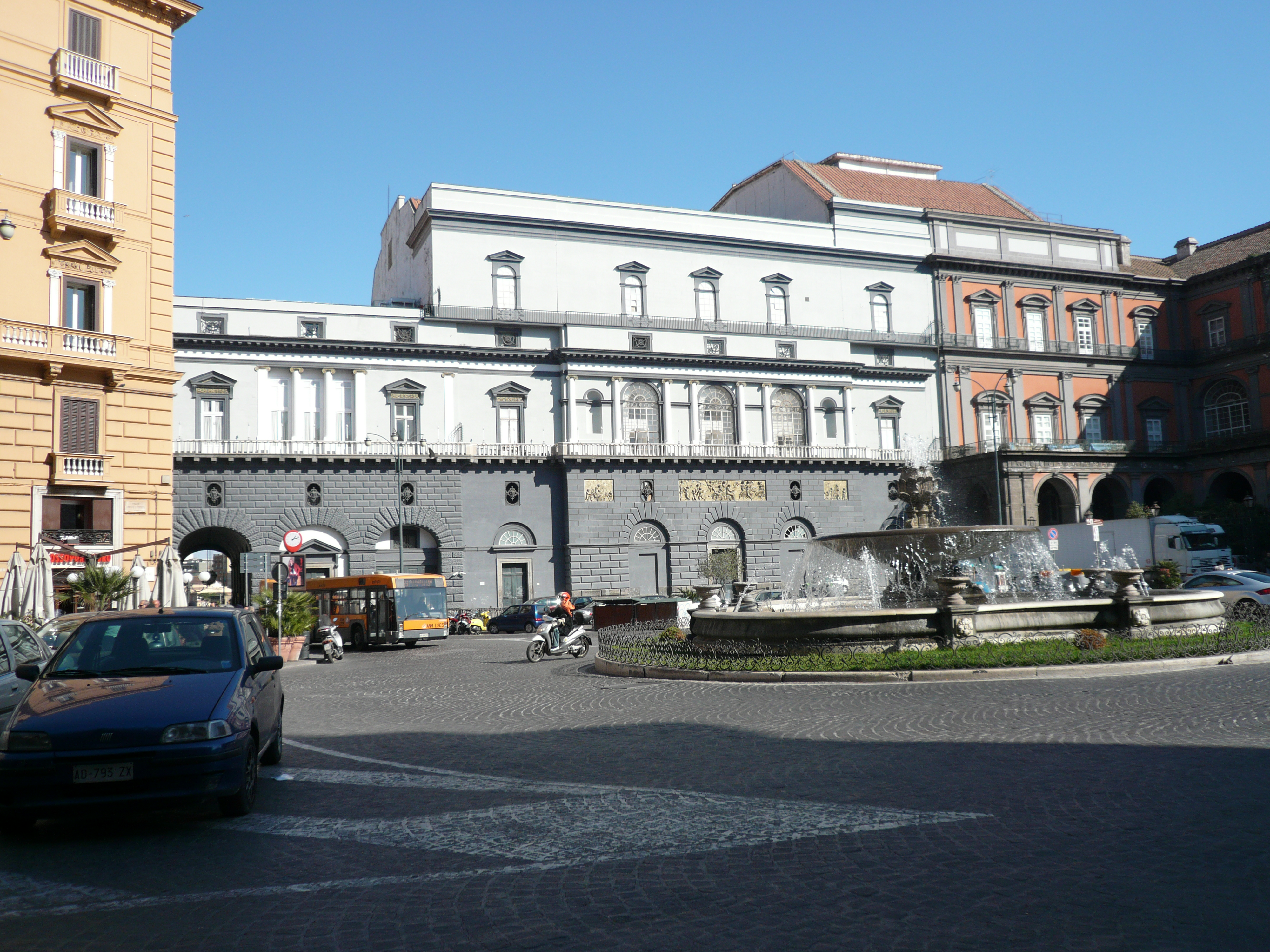
Piazza Trieste e Trento, având în centru Fontana del Carciofo

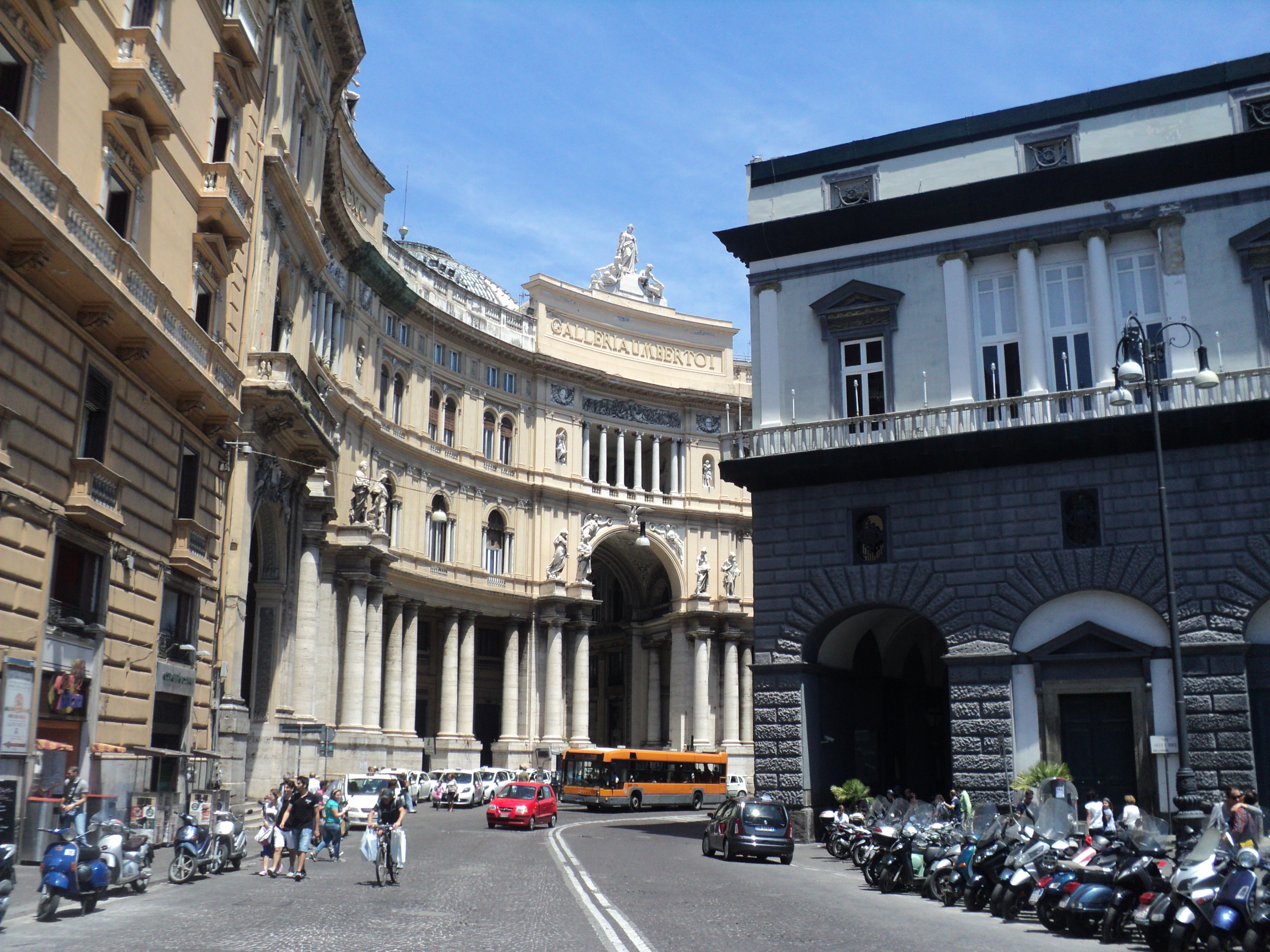
Vedere spre Teatro San Carlo și Galleria Umberto I

Piazza Trieste e Trento (fostă Piazza San Ferdinando) este situată în centrul istoric al orașului Napoli, înscris în patrimoniul mondial UNESCO. 
Ea este un nod rutier de mare importanță, aici întâlnindu-se via Toledo, via Chiaia și via San Carlo; de asemenea, este punctul principal de acces în apropiata și mult mai celebra Piață a Plebiscitului.

## Descriere
Piazza Trieste e Trento și-a primit numele actual în 1919 grație Casei de Savoia, în timp ce structura actuală a fost afectată de transformările urbanistice implementate până la sfârșitul secolului al XIX-lea.
Piața are o formă neregulată, fiind mărginită de Teatro San Carlo, Palatul Regal, Palatul cardinalului Zapata și biserica "Sf. Ferdinand", încorporată în aceeași clădire cu Galleria Umberto I. În centrul pieței se află Fontana del Carciofo, donată de primarul Achille Lauro în anii '50 ai secolului al XX-lea.
Pe latura de vest, la parterul Palatului Prefecturii, este situat celebrul Caffè Gambrinus, în care se mai pastrează decorațiunile create de artiști importanți și unde se întâlneau la sfârșitul secolului al XIX-lea și începutul secolului al XX-lea oameni de cultură precum Gabriele D'Annunzio și Filippo Tommaso Marinetti.
În palatul cardinalului Zapata (nr. 48) își are sediul Muzeul "Giuseppe Caravita Principe di Sirignano", dedicat artiștilor napoletani din secolele al XIX-lea și al XX-lea.
În locul unde astăzi există un spațiu larg între teatru și palatul regal se afla până în 1843 așa-numitul palazzo vecchio, primul palat viceregal construit în 1540 din dorința viceregelui don Pedro di Toledo după proiectul lui Ferdinando Manlio și Giovanni Benincasa.

## Altri progetti
Materiale media legate de Piazza Trieste e Trento la Wikimedia Commons